# Adriano Durante
Adriano Durante (Treviso, Vèneto, 24 de juliol de 1940 - 23 de juny de 2009) va ser un ciclista italià que fou professional entre 1963 i 1974, amb una pausa sense córrer el 1972 i 1973. Durant la seva carrera professional destaquen tres victòries d'etapa al Giro d'Itàlia i una al Tour de França.

## Palmarès
- 1961
  - 1r a la Vicenza-Bionde
  - 1r al Gran Premi Colli Rovescalesi
- 1962
  - 1r al Piccolo Giro de Llombardia
- 1963
  - 1r al Giro del Lazio
  - 1r al Giro del Piemonte
  - 1r a la Milà-Vignola
  - 1r al Giro de la Campània
  - Vencedor d'una etapa al Giro d'Itàlia
- 1964
  - 1r al Giro de la Romanya
- 1965
  - 1r al Col San Martino
  - 1r a la Copa Bernocchi
  - 1r al Giro de la Província de Reggio Calàbria
  - Vencedor de 2 etapes al Giro d'Itàlia
  - Vencedor d'una etapa al Tour de França
  - Vencedor d'una etapa a la Volta a Andalusia
- 1966
  - 1r a la Milà-Vignola
  - Vencedor d'una etapa a la París-Niça
- 1967
  - 1r a Aiello del Friuli
- 1968
  - 1r al Gran Premi de la Indústria i el Comerç de Prato
  - Vencedor d'una etapa als Quatre dies de Dunkerque
- 1969
  - Vencedor d'una etapa a la Tirrena-Adriàtica
- 1970
  - 1r a la Milà-Vignola

### Resultats al Giro d'Itàlia
- 1963. Abandona. Vencedor d'una etapa
- 1964. 75è de la classificació general
- 1965. 65è de la classificació general. Vencedor de 2 etapes
- 1966. 57è de la classificació general
- 1967. 65è de la classificació general
- 1968. 79è de la classificació general
- 1969. Abandona (21a etapa)
- 1970. 96è de la classificació general
- 1974. Abandona

### Resultats al Tour de França
- 1965. 73è de la classificació general. Vencedor d'una etapa
- 1967. 80è de la classificació general
- 1970. 99è de la classificació general